# Hans-Joachim Willerding
Hans-Joachim Willerding (* 19. April 1952 in Berlin-Pankow) ist ein ehemaliger Politiker der SED in der DDR. Im November 1989 gehörte er als Kandidat kurzzeitig dem Politbüro des ZK der SED an.

## Biografie
Willerding ist Sohn des DDR-Diplomaten Klaus Willerding. Er trat 1966 in die FDJ und 1971 in die SED ein. 1972 nahm er ein Studium am Staatlichen Moskauer Institut für Internationale Beziehungen auf und schloss es 1977 als Diplom-Staatswissenschaftler ab. Danach wurde er hauptamtlicher Funktionär der FDJ, des Jugendverbands der DDR. Innerhalb der FDJ war er zuletzt Mitglied des Büros und Sekretär des Zentralrates der FDJ für Westarbeit. Später wurde er auch stellvertretender Vorsitzender der FDJ. 1989 promovierte er an der Wilhelm-Pieck-Universität Rostock mit dem Thema „Zur Rolle der internationalen Jugend- und Studentenbewegung in den Auseinandersetzungen um Krieg und Frieden in den achtziger Jahren des 20. Jahrhunderts“.
1981 wurde er zum Abgeordneten der Volkskammer gewählt. Dort war er ab 1982 bis zum Ende der Wahlperiode am 10. März 1990 Vorsitzender der Fraktion der FDJ. Auf dem XI. Parteitag der SED im Jahr 1986 wurde er Kandidat des Zentralkomitees (ZK).
Nach dem Beginn der Wende wurde er am 8. November 1989 auf Vorschlag von Hans Modrow zum Kandidaten des Politbüros und Mitglied des Sekretariats des ZK der SED  gewählt. Mit 37 Jahren war er das jüngste Mitglied im erweiterten Führungsgremium der SED. Aufgrund der Ereignisse der Wende und der Sorge einer Nichtbewältigung der Situation durch die SED trat er am 2. Dezember 1989 unmittelbar vor einer Sitzung des Zentralkomitees zurück.
Am 9. Dezember 1989 wurde Willerding auf dem Parteitag der inzwischen in PDS umbenannten SED zum Mitglied des Präsidiums der PDS gewählt. In dieser Funktion war er auch Mitglied der PDS-Kommission für Internationale Politik und nahm als solches am 12. September 1990 an einem Gespräch mit dem Sekretär des ZK der KPdSU, Walentin Falin, zum Prozess der deutschen Wiedervereinigung und der Lage in der Sowjetunion teil.
Bei der Volkskammerwahl 1990 wurde er am 18. März 1990 zum Abgeordneten der Volkskammer gewählt. Dort vertrat er bis zum Ende der 10. Wahlperiode am 3. Oktober 1990 die Interessen der PDS.
Anschließend zog er sich aus der Politik zurück und wechselte in die Wirtschaft. Als Geschäftsführer der Firma Picon beriet er zuletzt deutsche Firmen in Russland und China.

## Auszeichnungen
- 1983 Vaterländischer Verdienstorden in Bronze[10]
- 1985 Vaterländischer Verdienstorden in Silber[11]
- 1989 Orden Stern der Völkerfreundschaft in Silber[12]

## Veröffentlichungen
- Die PDS und die europäische Linke. In: Gregor Gysi: Wir brauchen einen dritten Weg. Konkret Literatur Verlag, Hamburg 1990, S. 132–140, ISBN 3-922144-95-0.